# NHL Amateur Draft 1967
L'NHL Amateur Draft 1967 è stato il 5º draft della National Hockey League. Si è tenuto il 7 giugno 1967 presso il Queen Elizabeth Hotel di Montréal.
Il quinto NHL Amateur Draft fu il primo al quale parteciparono i primi sei expansion teams al termine dell'era delle Original Six, e fu permesso loro di selezionare prima delle altre franchigie. Il limite minimo di età per poter essere selezionati fu ulteriormente innalzato fino ai 20 anni di età, norma che sarebbe rimasta uno standard della lega per le successive undici stagioni. Per la prima volta alla posizione numero 12 fu scelto un giocatore proveniente dagli Stati Uniti. Per favorire i roster delle nuove squadre al termine del draft regolare la NHL permise agli expansion teams di selezionare alcuni prospetti già inseriti nelle formazioni giovanili sponsorizzate dalle squadre Original Six. L'ordine completo della rotazione prevedeva in ordine Los Angeles, Pittsburgh, St. Louis, California, Minnesota, Philadelphia, New York, Chicago, Toronto, Montreal, Detroit e Boston. Molte squadre rinunciarono alle proprie scelte, permesse fino ad un massimo di quattro, al punto che le scelte totali furono solo 18.
I Los Angeles Kings selezionarono il difensore Rick Pagnutti dai Garson-Falconbridge Native Sons, i Pittsburgh Penguins invece come seconda scelta puntarono sul portiere Steve Rexe, proveniente dai Belleville Mohawks, mentre i California Seals scelsero in terza posizione l'attaccante Ken Hicks dei Brandon Wheat Kings. Fra i 18 giocatori selezionati 12 erano attaccanti, 5 erano difensori mentre uno era portiere. Dei giocatori scelti solo 3 giocarono in NHL e nessuno di essi entrò a far parte della Hockey Hall of Fame.

## Expansion Draft
L'NHL Expansion Draft 1967, il primo in assoluto, si svolse il 6 giugno 1967 presso il Queen Elizabeth Hotel di Montréal. Il draft ebbe luogo per permettere di completare i roster delle sei nuove franchigie iscritte in NHL a partire dalla stagione 1967-68: i California Seals, i Los Angeles Kings, i Minnesota North Stars, i Philadelphia Flyers, i Pittsburgh Penguins ed i St. Louis Blues.

## Turni
Legenda delle posizioni

A = Attaccante   AD = Ala destra   AS = Ala sinistra   C = Centro   D = Difensore   P = Portiere

### Primo giro
| #  | Giocatore          | Nazionalità | Squadra NHL           | Squadra di provenienza                  |
| -- | ------------------ | ----------- | --------------------- | --------------------------------------- |
| 1  | Rick Pagnutti (D)  | Canada      | Los Angeles Kings     | Garson-Falconbridge Native Sons (NOJHL) |
| 2  | Steve Rexe (P)     | Canada      | Pittsburgh Penguins   | Belleville Mohawks (OHA Sr. A)          |
| 3  | Ken Hicks (A)      | Canada      | California Seals      | Brandon Wheat Kings (MJHL)              |
| 4  | Wayne Cheesman (D) | Canada      | Minnesota North Stars | Whitby Dunlops (MetJHL)                 |
| 5  | Serge Bernier (AD) | Canada      | Philadelphia Flyers   | Sorel Éperviers (QJHL)                  |
| 6  | Bob Dickson (AS)   | Canada      | New York Rangers      | Chatham Maroons (WOJBHL)                |
| 7  | Bob Tombari (AS)   | Canada      | Chicago Black Hawks   | S.S. Marie Greyhounds (NOJHL)           |
| 8  | Elgin McCann (AD)  | Canada      | Montreal Canadiens    | Weyburn Red Wings (WCJHL)               |
| 9  | Ron Barkwell (A)   | Canada      | Detroit Red Wings     | Flin Flon Bombers (MJHL)                |
| 10 | Meehan Bonnar (AD) | Canada      | Boston Bruins         | St. Thomas Stars (WOJBHL)               |

### Secondo giro
| #  | Giocatore         | Nazionalità | Squadra NHL           | Squadra di provenienza        |
| -- | ----------------- | ----------- | --------------------- | ----------------------------- |
| 11 | Bob Smith (C)     | Canada      | Pittsburgh Penguins   | S.S. Marie Greyhounds (NOJHL) |
| 12 | Gary Wood (D)     | Stati Uniti | California Seals      | Fort Frances Royals (MJHL)    |
| 13 | Larry Mick (AD)   | Canada      | Minnesota North Stars | Pembroke Lumber Kings (CJAHL) |
| 14 | Al Sarault (D)    | Canada      | Philadelphia Flyers   | Pembroke Lumber Kings (CJAHL) |
| 15 | Brian Tosh (D)    | Canada      | New York Rangers      | Smiths Falls Bears (CJAHL)    |
| 16 | J. Bob Kelly (AS) | Canada      | Toronto Maple Leafs   | Port Arthur Marrs (TBJHL)     |
| 17 | Al Karlander (C)  | Canada      | Detroit Red Wings     | Michigan Tech Huskies (NCAA)  |

### Terzo giro
| #  | Giocatore       | Nazionalità | Squadra NHL      | Squadra di provenienza    |
| -- | --------------- | ----------- | ---------------- | ------------------------- |
| 18 | Kevin Smith (D) | Canada      | California Seals | Halifax Colonels (MVJBHL) |